# Ilbono
Ilbono – miejscowość i gmina we Włoszech, w regionie Sardynia, w prowincji Nuoro. Graniczy z Arzana, Bari Sardo, Elini, Lanusei, Loceri i Tortolì.
Według danych na rok 2004 gminę zamieszkiwały 2292 osoby, 76,4 os./km².